# Serpaize
Serpaize este o comună în departamentul Isère din sud-estul Franței. În 2009 avea o populație de 1.464 de locuitori.

## Evoluția populației
| An        | 1975 | 1982 | 1990  | 1999  | 2006  | 2009  |
| --------- | ---- | ---- | ----- | ----- | ----- | ----- |
| Populație | 479  | 950  | 1.159 | 1.240 | 1.313 | 1.464 |